# Сполохи (журнал)
Журнал «Сполохи» — иллюстрированный ежемесячный литературно-художественный журнал, издававшийся в Берлине в 1921—1923 годах.
На его страницах публиковалась поэзия, художественная проза, воспоминания, критические обзоры и библиография; среди напечатанных: произведения К. Д. Бальмонта, Н. Н. Берберовой, И. А. Бунина, В. В. Набокова, С. Л. Рафаловича, А. М. Ремизова, А. Н. Толстого, В. Ф. Ходасевича, Е. Н. Чирикова и др.
В художественном разделе были напечатаны очерки о творчестве и репродукции произведений многих русских художников-эмигрантов (А. Архипенко, Л. Бакста, В. А. Белкина, Л. Голубева-Багрянородного, С. Залшупина, М. Лагорио, Г. К. Лукомского, И. Мозалевского, И. Пуни, С. Сегала, М. Шагала). Напечатаны очерки Э. Голлербаха «Петербургские письма. Выставка „Мира искусства“» (1922, № 10) и «Чехонинская школа фарфора» (1923, № 15-16).
Редактировали журнал А. М. Дроздов (№ 1—14) и Е. А. Гутнов (№ 15—21).